# Shybka

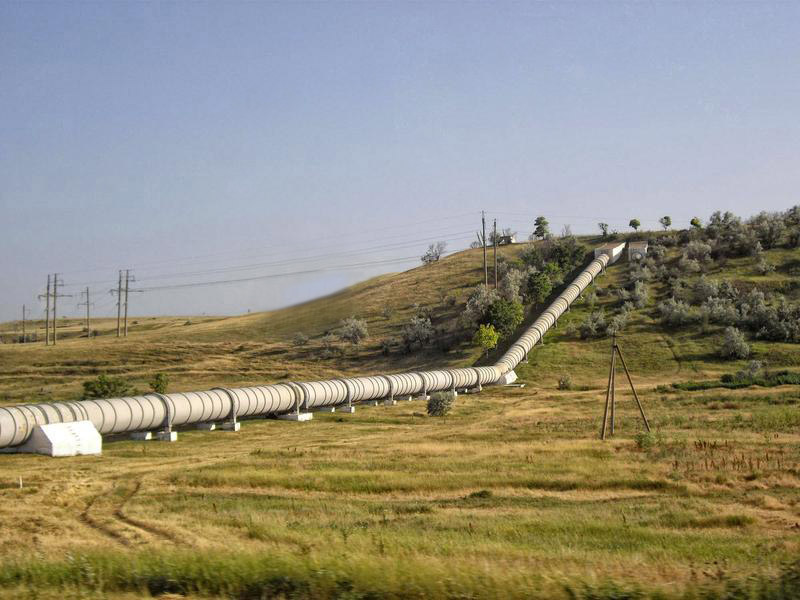
Shybka

Shybka je snížená část potrubí pro dopravu kapalin, jež funguje na principu spojených nádob.
V praxi se asi nejčastěji setkáme s kanalizačními shybkami, které převádějí odpadní vody z jedné strany vodního toku na druhý. Zřizuje se tedy v místě křížení stoky s řekou nebo potokem. Shybka je tvořena vtokovým a výtokovým objektem na obou březích vodního toku a vlastní shybkou, která je uložena zpravidla na dně vodního toku a sestává z několika souběžně vedených potrubí.
Na území hl. m. Prahy je celá řada shybek na stokové síti, např. u železničního mostu na Výtoni přechází kmenová stoka „K“ shybkou z pravého břehu Vltavy na levý, v Karlíně kmenová stoka „B“ opět z pravého břehu na levý. Největší koncentrace shybek je v okolí Ústřední čistírny odpadních vod v Troji, kde všechny hlavní pražské stoky přecházejí pod Vltavou na Císařský ostrov.